# Raffles (film, 1930)
Pour les articles homonymes, voir Raffles.
Pour plus de détails, voir Fiche technique et Distribution.
Raffles est un film américain réalisé par George Fitzmaurice, sorti en 1930. Le film fut nommé pour l'Oscar du meilleur mixage de son.

## Fiche technique
- Titre : Raffles
- Réalisation : George Fitzmaurice, assisté de Bruce Humberstone (non crédité)
- Scénario : Sidney Howard d'après E. W. Hornung
- Photographie : George Barnes et Gregg Toland
- Producteur : Samuel Goldwyn
- Société de production : Samuel Goldwyn Productions
- Société de distribution : United Artists
- Pays de production :  États-Unis
- Format : Noir et blanc — 35 mm — 1,20:1 — Son : Mono
- Genre : Aventure, drame, romance, historique et thriller
- Dates de sortie : 
  - États-Unis : 24 juillet 1930
  - France : 21 juillet 1933

## Distribution
- Ronald Colman : Arthur J. Raffles
- Kay Francis : Gwen
- Bramwell Fletcher : Bunny
- Frances Dade : Ethel Crowley
- David Torrence : Inspecteur McKenzie
- Alison Skipworth : Lady Kitty Melrose
- Frederick Kerr : Lord Harry Melrose